# 3692 Rickman
3692 Rickman este un asteroid din centura principală, descoperit pe 25 aprilie 1982, de Edward Bowell.